# Wapen van Dirksland

Wapen van Dirksland (1966)

Wapen van Dirksland (1816-1966)

Het wapen van Dirksland werd op 24 juli 1816 aan de Zuid-Hollandse gemeente Dirksland in gebruik bevestigd. Op 1 januari 1966 is de gemeente uitgebreid met Herkingen en Melissant, waarna op 10 augustus 1966 bij Koninklijk Besluit een nieuw wapen is toegekend. De gemeente is op 1 januari 2013 opgegaan in de nieuwe gemeente Goeree-Overflakkee. Het wapen van Dirksland is daardoor komen te vervallen. In het wapen van Goeree-Overflakkee zijn geen elementen uit het wapen van Dirksland overgenomen.

## Blazoenering
De blazoenering van het eerste wapen luidde als volgt:
Van lazuur beladen met 3 golvende fasces, en verzeld van 3 vogelklaauwen, staande 2 en chef en een en pointe, alles van goud.
Niet beschreven is de kroon. Dit is een antieke gravenkroon met 12 + 3 parels. De heraldische kleuren zijn lazuur (blauw) en goud (geel). Dit zijn de rijkskleuren.
De blazoenering van het tweede wapen luidde als volgt:
Van goud beladen met 3 versmalde golvende dwarsbalken van sabel, boven vergezeld van 3 dwarsbalksgewijs geplaatste ganzenpoten van hetzelfde en onder van een krab van keel. Het schild gedekt met een gouden kroon van 3 bladeren en 2 paarlen.
De heraldische kleuren in dit wapen zijn goud (geel), sabel (zwart) en keel (rood). De kroon op dit wapen is een moderne gravenkroon.

## Geschiedenis
De oudst bekende afbeelding van het wapen dateert van 1673. Het toont een schild van goud, waarop drie golvende dwarsbalken, vergezeld van drie vogelpoten. Bij de aanvraag van het wapen zijn geen kleuren aangegeven, waardoor het door de Hoge Raad van Adel is verleend in de rijkskleuren: gouden stukken op een blauw veld. De vogelpoten zijn van roofvogels, iets wat wel in sommige historische afbeeldingen van het wapen voorkomt.
Toen na de gemeentelijke herindeling in 1966 een nieuw wapen moest worden gemaakt, zijn de oorspronkelijke roofvogelpoten gewijzigd in ganzenpoten en zijn de kleuren hersteld. De poten zijn boven geplaatst, terwijl onderin een krab is toegevoegd, afkomstig uit het wapen van Herkingen. Deze krab kwam ook voor in het heerlijkheidswapen van Melissant. In dat wapen waren, net als in het wapen van Dirksland, eveneens drie vogelpoten opgenomen. Zowel de ganzenpoten als de krab verwijzen naar de zee; de golvende dwarsbalken geven de geulen en slenken in het gebied aan, zoals het was voordat het was ingepolderd.

## Verwante wapens

Heerlijkheidswapen Dirksland (1696)
Het wapen van Herkingen